# Coupe des Pays-Bas de football 1908-1909
Navigation
Coupe des Pays-Bas 1907-1908 Coupe des Pays-Bas 1909-1910
La Coupe des Pays-Bas de football 1908-1909, nommée la KNVB Beker, est la 11e édition de la Coupe des Pays-Bas.

## Déroulement de la compétition
Tous les tours se jouent en élimination directe. À chaque tour, un tirage au sort est effectué pour déterminer les adversaires.

## Finale
La finale se joue le 20 juin 1909 à Dordrecht, la deuxième équipe du Quick La Haye bat le VOC Rotterdam  2 à 0 et remporte son premier titre.